# アイスランドの銀行の一覧
アイスランドの銀行の一覧

## 中央銀行
- アイスランド中央銀行　(Central Bank of Iceland)

## 商業銀行
- NBI (NBI hf.) (国営。2008年10月に経営破綻したランズバンキ銀行の事業を引き継いだ。)
- アイスランド銀行 (国営。2008年9月にグリトニル銀行 (Glitnir)及びニーグリトニル銀行 (Nýi Glitnir)が国有化された。)
- アリオン銀行 (Arion banki) (国営。2008年10月にカウプシング銀行が事実上破綻し、国有化されて設立)
- アイス銀行 (Icebank (Sparisjóðabanki)) (国営)

## 投資銀行
- MP投資銀行 (MP investment bank)
- Straumur Investment Bank (国営)